# Luigi Guglielmi
Luigi Guglielmi (Roma, maggio 1834 – Roma, 11 febbraio 1908) è stato uno scultore italiano.
Guglielmi studia scultura all'Accademia Nazionale di San Luca a Roma, è allievo di Filippo Gnaccarini (Roma 1804-1875), nel 1857 vince la medaglia d'oro al Grande Concorso Clementino con il gruppo in terracotta Il figliuol prodigo, conservato all'Accademia Nazionale di San Luca.
Il suo primo successo è il gruppo scultoreo in marmo Daphnis et Chloe del 1864, attualmente conservato al Museo Ariana di Ginevra.
Nel 1862 partecipa all'Esposizione internazionale di Londra con il gruppo La sposa e l'indovina, esposto al Museo Ariana a Ginevra col titolo La chiromancienne.
Nel 1869 Guglielmi espone a Monaco la scultura Ruth e Noemi . Nel 1878 invia a Parigi la scultura La fanciulla che educa il cane, che riceve un grande successo tanto che ne vengono realizzate alcune copie in ceramica. Al Cimitero del Verano a Roma scolpisce nel 1880 il gruppo in marmo per la cappella della famiglia Guglielmi, il Busto dell'incisore Paolo Mercuri e la Tomba Peyretti. Nel 1882 termina la scultura dell'Immacolata Concezione per la Piazza del Carmine a Cagliari. Nel 1884 termina la statua di San Bartolomeo per la facciata della Basilica di San Paolo fuori le mura a Roma. Tra il 1884 e il 1890, Guglielmi è a Ginevra, incaricato dal signor Gustave Revilliod di realizzare delle sculture in marmo per il futuro Museo Ariana: Adone, Flora, Antinoe, Fauna, ed i quattro leoni in arenaria sulle facciate laterali. Guglielmi scolpisce anche i busti di Gustave e Amélie Victoire Revilliod. Nel 1904 partecipa all'Esposizione Italiana a Londra organizzata dalla Camera di Commercio ed espone la scultura Sua Santità Papa Pio X. Il suo successo è dovuto alla produzione di ritratti in marmo di personaggi importanti come il re Vittorio Emanuele, la regina Margherita, Cavour, l'architetto Antonio Sarti. Alcune sue opere sono conservate alla Galleria Nazionale d'Arte Moderna di Roma e al Museo d'Arte e Storia di Ginevra.